# Luque (Espanha)
Luque é um município da Espanha na província de Córdova, comunidade autónoma da Andaluzia. Tem 140,76 km² de área e em 2021 tinha 2 945 habitantes (densidade: 20,9 hab./km²).

## Demografia
| Variação demográfica do município entre 1991 e 2011 | Variação demográfica do município entre 1991 e 2011 | Variação demográfica do município entre 1991 e 2011 | Variação demográfica do município entre 1991 e 2011 | Variação demográfica do município entre 1991 e 2011 |
| --------------------------------------------------- | --------------------------------------------------- | --------------------------------------------------- | --------------------------------------------------- | --------------------------------------------------- |
| 1991                                                | 1996                                                | 2001                                                | 2004                                                | 2011                                                |
| 3375                                                | 3422                                                | 3325                                                | 3265                                                | 3371                                                |